# Butterfly (песня Smile.dk)
«Butterfly» — песня шведской танцевальной группы Smile.dk из их альбома 1998 года Smile, написанная и спродюсированная Робертом Ульманном и Робином Рексом.

## История
Песня вышла в 1998 году на дебютном альбоме поп-группы Smile.dk Smile и стала входящей в него. Приобрела популярность за пределами Швеции, когда она была включена в первую версию музыкальной видеоигры от Konami — Dance Dance Revolution, а также Dance Dance Revolution 3rdMix'. Был снят музыкальный видеоклип.

## В популярной культуре
В честь 10-летнего юбилея франшизы Dance Dance Revolution в 2008 году, для игры Dance Dance Revolution X был создан ремикс «Butterfly». Песня также стала интернет-мемом в 1990-х и 2010-х годах из-за того, что часто использовалась в игрушках (в основном, игрушечных телефонах). Южноафриканская группа Die Antwoord перепела припев «Butterfly» в своём хите «Enter the Ninja», услышав её в Dance Dance Revolution X. В 2016 году песню наложили на видео-мем со стриптизёром Рикардо Милосом. Композиция играла в фильме 2019 года Flatland и шестом эпизоде сериала Кинематографической вселенной Marvel «Ванда/Вижн».